# Schloss Walldorf
Schloss Walldorf war ein im 18. Jahrhundert erbautes Herrenhaus in Walldorf im Landkreis Schmalkalden-Meiningen in Thüringen. Es stand unter Denkmalschutz und wurde dennoch im Oktober 2013 abgebrochen.

## Geschichte
Nach Archivunterlagen wurde das Schloss in der Zeit zwischen 1706 und 1775 als Residenz der Familie Marschalk von Ostheim errichtet. Bereits 1596 hatte Bernhard Marschalk von Ostheim, Spross eines Adelsgeschlechts aus der Rhön, ein Spital für „alte arme Leute“ gestiftet. Nachdem dieses in den 1830er Jahren abgebrannt war, wurde beschlossen, das zu der Zeit offenbar nicht mehr bewohnte Marschalksche Anwesen selbst zu karitativen Zwecken umzuwidmen und umzubauen. 1875 wurde es als Kreisarmenhaus eröffnet.
Nach dem Zweiten Weltkrieg fand der herrschaftliche Komplex eine neue Bestimmung als Altenpflegeheim und erfüllte diese bis weit nach der Wende. 1997 errichtete die Diakonie, die inzwischen Trägerin der Einrichtung war, einen modernen Neubau, so dass nach dem Umzug der Bewohner der historische Bau nicht mehr benötigt wurde. Dem mit wirtschaftlicher Unzumutbarkeit begründeten Abbruchantrag der Diakonie wurde im Oktober 2013 von der Unteren Denkmalschutzbehörde des Landkreises Schmalkalden-Meiningen ohne Beteiligung der Denkmalfachbehörde und somit gegen § 14 (3) ThürDSchG zugestimmt.